# Patilla Pata
El Patilla Pata és un estratovolcà del departament d'Oruro, a Bolívia. El cim s'eleva fins als 5.324 msnm. Està situat a la província de Sajama, a l'oest del municipi de Curahuara de Carangas, a la frontera amb Xile. El Patilla Pata es troba al sud-oest del Jisk'a Kunturiri, al nord-est del llac Q'asiri Quta (Khasiri Kkota) i el Qullqi Warani, a l'oest del petit llac Sura Pata, al sud-est de les muntanyes Laram Q'awa, Kunturiri i Milluni i al sud del petit llac Ch'iyar Quta.
El riu Junt'uma K'uchu neix al sud del Patilla Pata i desemboca al sud-est, com a afluent per la dreta del riu Sajama.
Es desconeix la data exacta de la darrera erupció, però és poc probable que sigui durant l'Holocè, ja que la muntanya està molt coberta per glaceres. El volcà està compost en gran part per andesita, però també hi ha una sèrie de colades de lava basàltica.